# Iwan Petrowitsch Bakajew

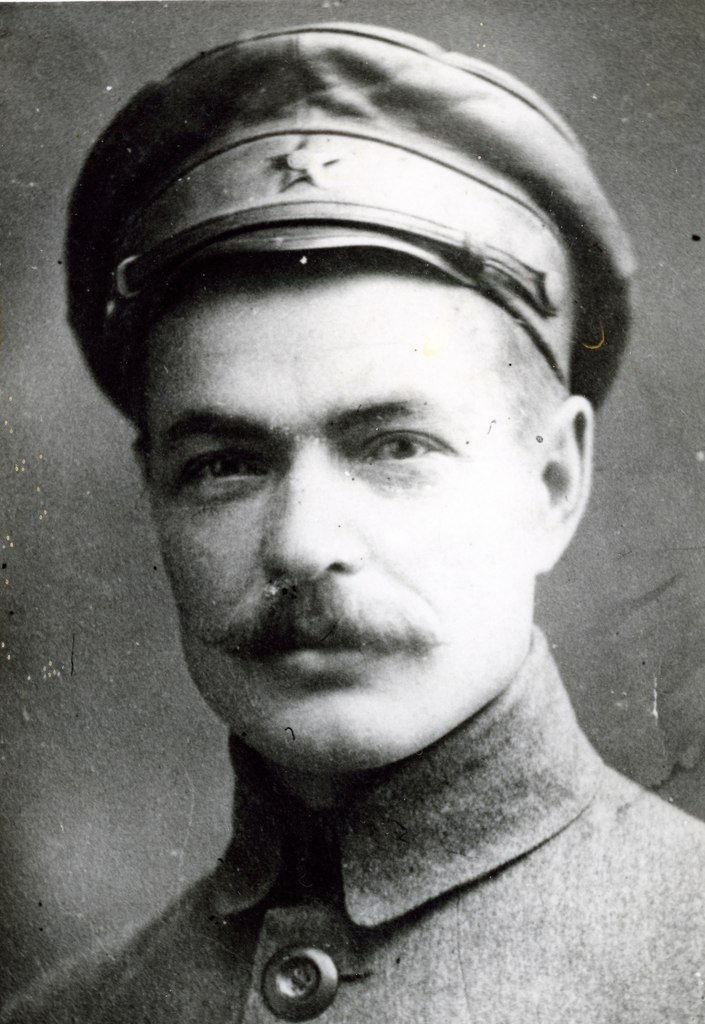
Iwan Petrowitsch Bakajew

Iwan Petrowitsch Bakajew (russisch Иван Петрович Бакаев; * 1887 im Smorodinowo, Gouvernement Saratow; † 25. August 1936 in Moskau) war ein sowjetischer Politiker.
Bakajew entstammte einer armen Bauernfamilie aus der Provinz Saratow. 1906 wurde er Mitglied der Bolschewiki. Später war er Teilnehmer der Oktoberrevolution und des Bürgerkriegs. Zu Lenins Zeiten arbeitete er als einer der Leiter der Tscheka. Bis 1928 blieb er Mitglied der Linken Opposition und Sinowjew-Anhänger.
Bakajew wurde als Angeklagter im ersten der Moskauer Prozesse zum Tode verurteilt und erschossen.